# Matjaž Kopitar
Matjaž Kopitar (* 6. November 1965 in Jesenice, SR Slowenien) ist ein ehemaliger slowenischer Eishockeyspieler und jetziger -trainer. Seine Söhne Anže Kopitar und Gašper Kopitar sind ebenfalls professionelle Eishockeyspieler.

## Karriere
Matjaž Kopitar begann seine Karriere als Eishockeyspieler in seiner Heimatstadt in der Nachwuchsabteilung des HK Jesenice, für dessen Profimannschaft er von 1983 bis 1995 aktiv war. Mit Jesenice wurde er in den Jahren 1985, 1987 und 1988 Jugoslawischer Meister sowie in den Jahren 1992, 1993 und 1994 Slowenischer Meister. Von 1995 bis 1997 spielte der Angreifer für den HK Bled in der Slowenischen Eishockeyliga. Von 1998 bis 2000 war er für den DEK Klagenfurt in der Nationalliga, der zweiten österreichischen Spielklasse, aktiv. Zuletzt spielte er von 2001 bis 2003 in seiner slowenischen Heimat für den HDK Stavbar Maribor, ehe er seine Karriere im Alter von 37 Jahren beendete.

### International
Für Jugoslawien nahm Kopitar an der B-Weltmeisterschaft 1991 teil. Für Slowenien nahm er an den C-Weltmeisterschaften 1993 und 1994 teil.

### Als Trainer
Von 2003 bis 2005 und von 2006 bis 2008 war Kopitar Assistenztrainer der slowenischen Nationalmannschaft. In der Saison 2006/07 betreute er zudem seinen Heimatverein HK Jesenice als Cheftrainer in der Österreichischen Eishockey-Liga.
Von 2010 bis 2015 war Kopitar Cheftrainer der slowenischen Nationalmannschaft. Bei den Weltmeisterschaften der Division I 2012 und 2014 stieg er jeweils mit der slowenischen Eishockeynationalmannschaft in die Top Division auf, konnte dort aber den Klassenerhalt nicht erreichen. Im Februar 2013 führte er die Nationalmannschaft mit dem Sieg beim Olympia-Qualifikations-Turnier im dänischen Vojens zur ersten Teilnahme bei den Olympischen Winterspielen. Bei den Winterspielen selbst erreichte er mit seiner Mannschaft den siebten Rang. In der Saison 2016/17 war er Trainer des Schweizer Zweitligisten HC Red Ice Martigny-Verbier, wurde jedoch im Februar 2017 durch Adrien Plavsic abgelöst.

## Erfolge und Auszeichnungen
- 1985 Jugoslawischer Meister mit dem HK Jesenice
- 1987 Jugoslawischer Meister mit dem HK Jesenice
- 1988 Jugoslawischer Meister mit dem HK Jesenice
- 1992 Slowenischer Meister mit dem HK Jesenice
- 1993 Slowenischer Meister mit dem HK Jesenice
- 1994 Slowenischer Meister mit dem HK Jesenice

### International
- 2012 Aufstieg in die Top-Division bei der Weltmeisterschaft der Division I, Gruppe A (als Trainer)
- 2013 Qualifikation für die Olympischen Winterspiele 2014 (als Trainer)
- 2014 Aufstieg in die Top-Division bei der Weltmeisterschaft der Division I, Gruppe A (als Trainer)